# Unità Popolare (Grecia)
Unità Popolare (in greco: Λαϊκή Ενότητα - ΛΑΕ Laïkí Enótita - LAE, AFI: [leˈci eˈnotita]) è un partito politico greco di sinistra e sinistra radicale, nato nell'agosto 2015 dalla scissione della fazione di sinistra interna euroscettica di SYRIZA, Piattaforma della Sinistra, a seguito della loro rottura con la maggioranza del partito verificatasi durante il rimpasto di governo dell'esecutivo di Alexīs Tsipras.
Il fondatore, oltreché attuale leader del partito, è Panagiotis Lafazanis, Ministro della Ricostruzione della Produzione, dell'Ambiente e dell'Energia durante il primo governo Tsipras (ed esautorato proprio in occasione del rimpasto di luglio).
L'unico europarlamentare di LAE aderì tra il 2015 e il 2019 al gruppo confederale GUE/NGL.

## Storia

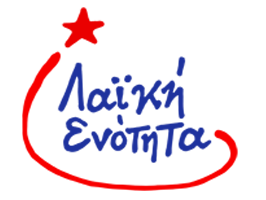
Vecchio simbolo

Il 14 agosto 2015 il Parlamento ellenico vota a favore del Terzo Programma di Aggiustamento Economico per la Grecia sottoscritto dal governo di Syriza, con il voto contrario di 31 membri del partito stesso, in maggioranza afferenti alla componente interna Piattaforma di Sinistra. Visti i dissensi interni al partito, Alexīs Tsipras decide di chiamare nuove elezioni prima che si possa tenere il congresso chiesto dai dissidenti. Il 21 agosto l'ex ministro delle energie e leader della Piattaforma di Sinistra Lafazanis annuncia la nascita di un gruppo parlamentare separato dal nome Unità Popolare, che correrà alle elezioni. Il gruppo è composto da 25 parlamentari, mentre al Parlamento Europeo un deputato esce dal gruppo di Syriza per unirsi alla nuova formazione, restando nel GUE/NGL.
Oltre ai fuoriusciti di Syriza, aderiscono alla lista di Unità Popolare anche gruppi provenienti dal Partito Comunista di Grecia e dal Fronte della Sinistra Anticapitalista Greca.
Unità Popolare si presenta alle elezioni del settembre 2015 candidando anche personaggi indipendenti come il partigiano Manolis Glezos e della presidente uscente del Parlamento Zōī Kōnstantopoulou. Il risultato elettorale del 2,86% non permette di eleggere alcun deputato.
Dal 24 al 25 giugno 2016, LAE ha tenuto la sua prima conferenza in cui si è costituita come partito. Al partito non hanno aderito Kōnstantopoulou e altri gruppi che avevano invece sostenuto la lista elettorale.

## Ideologia
Il programma di Unità Popolare prevede l'applicazione immediata di misure d'emergenza, come, ad esempio, l'abrogazione dei memorandum, la sospensione unilaterale del pagamento del debito pubblico e la totale nazionalizzazione degli istituti bancari e creditizi. A queste misure, si aggiunge inoltre un programma di ricostruzione economica articolato su d'un piano di espropri programmatici d'infrastrutture economiche private, al fine di riconvertirle in strutture ad uso pubblico, un'applicazione di una solida regolamentazione statale dell'economia e la strenua promozione di imprese cooperative nell'ambito del mercato del lavoro, con un forte potenziamento del peso contrattuale delle organizzazioni sindacali. Propone l'uscita immediata della Grecia dall'Eurozona, con il ripristino della storica valuta nazionale della dracma, e dalla NATO.
Il partito è legato alla corrente sindacale META.

## Risultati elettorali
| Elezione          | Voti    | %    | Seggi   |
| ----------------- | ------- | ---- | ------- |
| Parlamentari 2015 | 155.242 | 2,86 | 0 / 350 |
| Europee 2019      | 31.674  | 0,56 | 0 / 21  |
| Parlamentari 2019 | 15.612  | 0,28 | 0 / 350 |